# Höhere Fachschule für Informations- und Kommunikationstechnologie
Die Höhere Fachschule für Informations- und Kommunikationstechnologie (kurz: hf-ict; bis 2014: Kantonale Technikerinnen- und Techniker-Schule für Informatik, KTSI) ist eine Höhere Fachschule (HF) für Technik in Muttenz bei Basel, Schweiz. Träger dieser Bildungseinrichtung ist der Kanton Basel-Landschaft. Angeboten wird die berufsbegleitende Ausbildung zur Dipl. Technikerin HF Informatik respektive zum Dipl. Techniker HF Informatik. Dieser Ausbildungsgang ist eidgenössisch anerkannt. Die Schule wurde 1990 gegründet.